# Puzi
Puzi, auch Puzih (chinesisch 朴子市, Pinyin Púzǐ Shì, Tongyong Pinyin Púzǐh Shìh, W.-G. P'o-tzu Shih, Pe̍h-ōe-jī Phò-chí chhī), ist eine Stadt im Landkreis Chiayi der Republik China auf Taiwan.

## Lage
Puzi liegt im westlichen Teil des Landkreises Chiayi in der Jianan-Ebene, der größten Ebene Taiwans. Am nördlichen Stadtrand fließt der Puzi-Fluss, der etwa zehn Kilometer westlich in die Taiwanstraße mündet.

## Geschichte
Nachdem Chiayi 1982 aus dem Landkreis Chiayi ausgegliedert worden war und den Status einer kreisfreien Stadt erhalten hatte, wurden die Behörden des Landkreises an der Grenze zwischen Puzi und der östlichen Nachbargemeinde Taibao angesiedelt. Während sich die Kreisverwaltung auf dem Gebiet von Taibao befindet, ist der Sitz des Kreisparlaments in Puzi.
Aus diesem Grund erhielt Puzi am 10. September 1992 ebenso wie Taibao den offiziellen Status einer Stadt (chinesisch 市, Pinyin Shì), der im Normalfall Gemeinden mit über 150.000 Einwohnern vorbehalten ist. Puzi mit etwa 40.000 Einwohnern (2024) eine der kleinsten unter den 23 Städten der Republik China.

## Stadtteil Niutiaowan

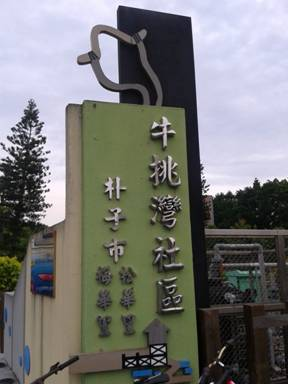
Eingangsschild Niutiaowan

Ein beliebter Ausflugsort im Raum Puzi ist der Stadtteil Niutiaowan (牛挑灣), der aus den zwei Dörfern Songhua (松華里) und Meihua (梅華里) besteht. Da der Grundriss der Dörfer einem Ochsen-Joch ähnelt, wurde der Ort in der lokalen taiwanischen Sprache „Gu-ta-oân“, „gekrümmtes Ochsenjoch“ genannt, woraus im Chinesischen Niutiaowan wurde. Niutiaowan liegt am südlichen Rand der Stadt in einiger Entfernung vom Stadtkern und bildet mit ihrem Tempel, ihrer Kirche, ihren Geschäften, Märkten und Schulen ein in sich geschlossenes Unterzentrum mit 2730 Einwohnern (Songhua: 1483; Meihua: 1247, Stand 2014), die zumeist als Bauern tätig sind. Zur Zeit der Qing-Dynastie lag hier ein Fort namens Baixugongtanbao (白鬚公潭堡). Bis 1962 gehörte Niutiaowan zur Gemeinde Yizhu (義竹) im äußersten Südwesten des Landkreises Chiayi. Da die Stadt Puzi jedoch bedeutend näher lag, erreichte eine Bürgerbewegung die Eingemeindung in die Stadt Puzi.

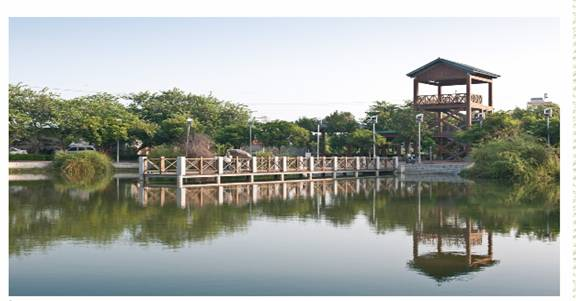
Der Teich im Naturpark Niutiaowan

Die Hauptattraktion Niutiaowans ist ein Naturpark mit einem Teich. Der Park liegt im Südosten von Niutiaowan. Sein etwas mehr als 21 ha großer Teich wurde im Jahr 1695 von den Bewohnern zu Bewässerungszwecken unter Aufstauung des Baches Bazhangxi angelegt. Der Sage nach versiegt das Wasser des Teichs auch bei großer Trockenheit niemals ganz. Der umliegende Park bietet viele Naturschönheiten, Spazierwege, einen Grillplatz sowie einen Aussichtspunkt und zieht das ganze Jahr über Ausflügler und Touristen an.

## Einrichtungen
In Puzi sind zwei höhere Ausbildungseinrichtungen in privater Trägerschaft lokalisiert: die 2001 gegründete Toko-Universität und die 1983 gegründete Chang-Gung-Universität für Naturwissenschaften und Technik.

## Persönlichkeiten
- Hou Yu-ih (* 1957), Politiker